# 圆叶刺枝藓
圆叶刺枝藓（学名：Wijkia tanytricha）为锦藓科刺枝藓属下的一个种。